# جیووانی کاتانیز
جیووانی کاتانیز (انگلیسی: Giovanni Catanese؛ زادهٔ ۳ ژانویهٔ ۱۹۹۳) بازیکن فوتبال است.